# القشعة (لحج)
القشعه هي إحدى قرى الجمهورية اليمنية. وهي تتبع جغرافيًا لمحافظة لحج. وإداريًا لمديرية الملاح. يبلغ تعداد سكانها 2310 نسمة حسب الإحصاء الذي جرى عام 2004.